# Achenheim
 Achenheim (en alsacià Àchene) és un municipi francès, situat a la regió del Gran Est, al departament del Baix Rin. L'any 1999 tenia 2.183 habitants.
Forma part del cantó de Lingolsheim, del districte d'Estrasburg i de la Strasbourg Eurométropole.

## Demografia

| 1793 | 1800 | 1806 | 1821 | 1831 | 1836 | 1841 | 1846 | 1851 | 1856 | 1861 | 1866 |
| ---- | ---- | ---- | ---- | ---- | ---- | ---- | ---- | ---- | ---- | ---- | ---- |
| 665  | 541  | 541  | 633  | 824  | 875  | 842  | 891  | 884  | 846  | 797  | 824  |
| 1871 | 1875 | 1880 | 1885 | 1890 | 1895 | 1900 | 1905 | 1910 | 1921 | 1926 | 1931 |
| 803  | 829  | 870  | 925  | 974  | 986  | 964  | 921  | 886  | 857  | 921  | 968  |
| 1936 | 1946 | 1954 | 1962 | 1968 | 1975 | 1982 | 1990 | 1999 | 2006 | 2012 |      |
| 975  | 878  | 1002 | 1131 | 1207 | 1535 | 1717 | 2072 | 2183 | 2224 | 2043 |      |

## Administració
| Període   | Identitat          | Partit |
| --------- | ------------------ | ------ |
| 2001-2008 | Roger Viola        |        |
| 2008-     | Jean-Jacques Fritz |        |